# 默里·赖利
默里·赖利（英語：Murray Riley，1925年10月5日—2020年），澳大利亚男子赛艇运动员。他曾代表澳大利亚参加1952年和1956年夏季奥林匹克运动会赛艇比赛，其中1956年奥运会获得一枚铜牌。